# Laura Mærsk (Schiff, 2023)
Die Laura Mærsk ist das erste in Dienst gestellte Containerschiff, das mit dem Kraftstoff Methanol betrieben werden kann. Das Container-Feederschiff wurde am 10. Juli 2023 an die dänische Reederei Mærsk Line abgeliefert.

## Geschichte
Im Jahr 2021 bestellte die Maersk-Gruppe insgesamt 25 Containerschiffe verschiedener Größen, die mit einem Zweistoffmotor ausgerüstet sind und wahlweise mit Marinedieselöl oder umweltfreundlichem Methanol angetrieben werden können. Die Laura Mærsk lief als erstes dieser Schiffe am 4. April 2023 auf der südkoreanischen Werft Hyundai Mipo Dockyard in Ulsan vom Stapel. Der Brennstart erfolgte am 25. Juli 2022, die Kiellegung am 21. Dezember 2022. Das Schiff wurde am 10. Juli 2023 an die Reederei abgeliefert und am 14. September 2023 in Kopenhagen von Ursula von der Leyen, der Präsidentin der Europäischen Kommission, auf den Namen Laura Mærsk getauft. Es ist das achte Schiff, das diesen Maersk-Traditionsnamen trägt. Der Name geht auf die Laura zurück, dem ersten Schiff des Reeders Peter Mærsk Møller, aus dessen Reederei die heutige Unternehmensgruppe A. P. Møller-Mærsk entstanden ist.
Mærsk Line setzt das Schiff im Feederverkehr von Bremerhaven nach Dänemark und Schweden ein, wobei es auf der nordgehenden Reise durch den Nord-Ostsee-Kanal und auf der südgehenden Reise meistens durch den Skagerrak fährt. Bis zur Errichtung einer geplanten Methanol-Bunkerstation in Aabenraa wird das Schiff alle fünf Wochen in Rotterdam mit Methanol bebunkert.

## Technik

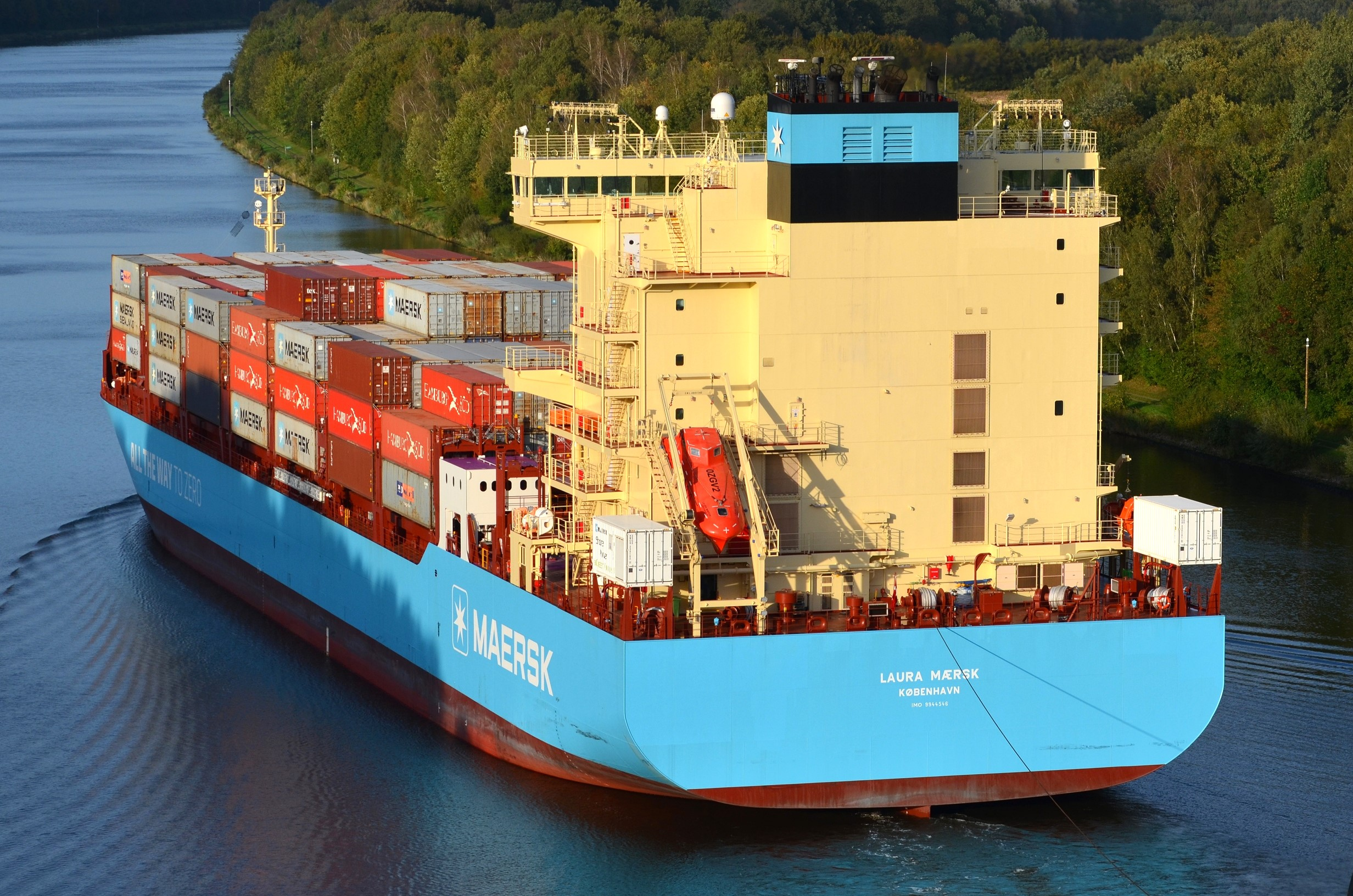
Heckansicht

Die Laura Mærsk hat eine Gesamtlänge von 172,06 m (167,34 m Lpp) und eine registrierte Breite von 32,20 m. Ihre Seitenhöhe beträgt 16,80 m, der maximale Tiefgang 11,00 m. Das Schiff ist mit 27.958 BRZ und 10.945 NRZ vermessen. Die Tragfähigkeit beträgt 32.614 dwt. Der Rumpf ist verstärkt und erfüllt die Vorgaben der finnisch-schwedischen Eisklasse 1A.
Die mit Pontonlukendeckeln verschlossenen Laderäume besitzen einen Rauminhalt von 41.810 m³. Die Laura Mærsk kann bis zu 2.136 20-Fuß-Standardcontainer (TEU) stauen, davon 826 TEU in bis zu elf Reihen nebeneinander und sechs Lagen übereinander im Raum sowie 1.310 TEU in bis zu 13 Reihen und sieben Lagen an Deck. An Bord befinden sich Anschlüsse für 398 Kühlcontainer.
Die Laura Mærsk wird von einem 10.320 kW leistenden Sechszylinder-Zweistoffmotor des Typs Hyundai–MAN B&W 6G50ME-C9.6-LGIM-HPSCR angetrieben, der auf einen Verstellpropeller wirkt. Für An- und Ablegemanöver verfügt sie über ein elektrisch angetriebenes Bugstrahlruder. Die maximale Dienstgeschwindigkeit beträgt 17,4 Knoten. Zur Stromerzeugung ist das Schiff mit drei Zweistoffgeneratoren des Herstellers Hyundai ausgerüstet. Der verbaute Methanol-Tank hat ein Fassungsvermögen von 1.400 m³. Mit einer Tankfüllung kann das Schiff eine Distanz von rund 6.000 Seemeilen (etwa 10.800 Kilometer) zurücklegen.